# 164791 Nicinski
164791 Nicinski este un asteroid din centura principală de asteroizi.

## Descriere
164791 Nicinski este un asteroid din centura principală de asteroizi. A fost descoperit pe 20 martie 1999 la Apache Point Observatory în cadrul programului Sloan Digital Sky Survey. Asteroidul prezintă o orbită caracterizată de o semiaxă mare de 2,36 ua, o excentricitate de 0,18 și o înclinație de 2,4° în raport cu ecliptica.